# PBeM
PBeM (ang. Play By e-Mail) – jest to gra rozgrywana przez Internet. Polega na wymianie informacji o stanie rozgrywki (na przykład ostatnich posunięciach, wynikach tych posunięć, zmianach fabularnych) używając e-maili lub załączników do nich.
Określenia PBeM używa się zazwyczaj w odniesieniu do gier RPG rozgrywanych korespondencyjnie, ale równie dobrze nazwa ta może dotyczyć każdej innej rozgrywki, której poszczególne etapy odbywają się za pośrednictwem poczty elektronicznej (np. szachy korespondencyjne).
W grach fabularnych gracze oraz mistrz gry porozumiewają się za pomocą e-maila. Jest to przeniesienie idei "play by mail" do internetu.
W przypadku rozgrywki RPG gracze informują mistrza gry, o swoich działaniach, a mistrz gry przedstawia świat gry i efekty działań graczy.